# Sultanát Aussa
Sultanát Aussa bylo království, které existovalo v regionu Afar (území dnešní severovýchodní Etiopie, jižní Eritreje a Džibuti) od 18. do 20. století. Sultanát byl považován za vůdčí monarchii afrického etnika Afarů.
Etiopská říše si nominálně činila nárok na tento region, ale setkala se s tvrdým odporem. Díky svým schopnostem v pouštním boji a strategickému místu (region sultanátu se nacházel v Danakilské proláklině, kterou Afarové uměli skvěle bránit) se Afarům podařilo udržet si nezávislost, na rozdíl od jiných podobných skupin v regionu. Afarové historicky patřili mezi jedny z nejlepších bojovníků celé Afriky. Pokud zabil voják Sultanátu Shewa afarského bojovníka, byl na to brán větší zřetel, než kdyby zabil oromského bojovníka. Nikdy také nebyli součástí Egyptského chedivství a v rámci Etiopského císařství byli velmi autonomní (na rozdíl od Dankalského sultanátu, ze kterého se z části stal Sultanát Aussa).
Ve 20. století sultán Yayyo navštívil Řím spolu s nespočtem dalších šlechticů z celé východní Afriky, aby podpořil vytvoření Italské východní Afriky, což ovšem znamenalo konec nezávislosti regionu. Sultanát byl zrušen a začleněn do Italské východní Afriky jako součást Eritrejského gubernátu a Hararského gubernátu.
V průběhu druhé poloviny roku 1941 během východoafrické kampaně druhé světové války se území Italské východní Afriky postupně dostávalo pod kontrolu Spojenců (především britských a jihoafrických sil). Po porážce italských koloniálních jednotek bylo území Etiopie obohacené i o Sultanát Aussa (dále ještě Eritreu) svěřeno do správy Haileho Selassieho I., který byl Spojenci uznán jako legitimní císař Etiopie.

## Historie
Afarská společnost byla tradičně rozdělena na menší království, každé s vlastním sultánem. Před vznikem Sultanátu Aussa existovalo na jeho území mnoho celků, například: Aksumské království, království Harla, Sultanát Shewa, Sultanát Ifat, Adalský sultanát, Imámát Aussa, Emirát Harar nebo Sultanát Denkali. Ve starověku se také v těchto místech nacházely somálské městské státy.

### Aksumské království
Aksumské království bylo mocné starověké africké království, které existovalo přibližně od 1. do 10. století na území dnešní severní Etiopie a Eritreje. Bylo významným obchodním centrem mezi Římem, Indií a Arábií, známým svou vlastní písemnou formou (ge'ez) a ražbou mincí. Aksum se stalo jedním z prvních států na světě, který přijal křesťanství jako státní náboženství (kolem roku 330). Bylo známé svými monumentálními obelisky, bohatstvím a silnou námořní i vojenskou mocí. Úpadek království způsobil ústup obchodních cest a tlaky okolních islámských říší. Je považováno za přímého předchůdce pozdějšího Etiopského císařství.

### Království Harla
Království Harla bylo předislámské a později islamizované království ve východní Etiopii, existující přibližně od 6. do 15. století. Obývaly ho etnické skupiny známé jako Harla, které byly známé svou vyspělou architekturou, zemědělstvím a obchodem. Království mělo rozsáhlé kontakty s Arabským poloostrovem a východní Afrikou, což dokládají archeologické nálezy keramiky a mincí. Hlavními centry byly oblasti v okolí Dire Dawy a Hararu. Království hrálo klíčovou roli v přechodu regionu k islámu, ale jejich království postupně zaniklo a bylo asimilováno do okolních muslimských komunit.

### Sultanát Shewa
Sultanát Shewa byl raně islámský stát existující zhruba mezi 9. a 13. stoletím na území dnešní střední Etiopie, konkrétně v oblasti Shewa. Byl jedním z prvních muslimských států v Etiopii a jeho obyvatelstvo tvořili převážně Afarové. Hlavním městem byl Walalah, pravděpodobně v oblasti Hararge. Sultanát udržoval obchodní kontakty s Arábií a islámským světem a sehrál významnou roli v rané islamizaci vnitrozemí Etiopie. Později byl začleněn do mocnějšího Sultanátu Ifat, čímž ztratil svou samostatnost, ale přispěl k šíření islámu v regionu.

### Sultanát Ifat
Sultanát Ifat byl muslimský stát existující na území Afrického rohu přibližně od 13. do 15. století, na území dnešní východní Etiopie a Džibutska. Vznikl jako součást širší islamizace oblasti a byl jedním z prvních muslimských států v Africkém rohu. Jeho obyvatelé byli převážně Somálci a Afarové, jeho hlavní město bylo Zeila a později Ifat. Sultanát sehrál klíčovou roli v regionálních mocenských bojích – střetával se především s křesťanským Etiopským císařstvím. Sultanát Ifat byl nakonec poražen Etiopií v 15. století, jeho odkaz ovšem pokračoval v dalších muslimských státech, jako byl například Adalský sultanát.

### Adalský sultanát
Adalský sultanát byl muslimský stát ve východní Africe, který existoval přibližně od roku 1415 až 1555, navazoval na zaniklý Sultanát Ifat. Rozkládal se na území dnešní východní Etiopie, Džibutska a severního Somálska. Hlavním městem bylo město Zeila a později Harar. Adal byl silným protivníkem křesťanského Etiopského císařství a v 16. století se stal centrem rozsáhlé vojenské kampaně vedené imámem Ahmadem ibn Ibráhímem al-Ghází, který s pomocí osmanských zbraní dobyl značnou část Etiopie. Po jeho smrti však byla vojska Adalu poražena a sultanát začal upadat.

### Imámát Aussa
Když se v roce 1577 Adalský sultanát rozpadl, přenesl tehdejší vůdce Muhammad Jasa své hlavní město z Hararu do Aussy a založil zde imámát Aussa. Tento státní útvar byl přímým pokračovatelem islámské tradice Adalu v oblasti, ale jeho moc byla omezená. V roce 1647 se od něj odtrhl Harar, čímž vznikl hararský emirát. Imámát Aussa nakonec zanikl v roce 1672, kdy byl zničen místními afarskými Mudáity. Po jeho pádu vzniklo nové mocenské centrum – sultanát Aussa pod vládou klanu Mudaito.

### Emirát Harar
Emirát Harar byl islámský stát, který vznikl v roce 1647 poté, co se město Harar a jeho okolí odtrhly od Imámátu Aussa. Město Harar, považované za duchovní a kulturní centrum islámu v Africkém rohu, se tak stalo sídlem nezávislého emirátu. Vládla mu dynastie, která odvozovala svůj původ od proroka Mohameda a kladla důraz na šarí'u, náboženské vzdělání a obchod. Harar byl důležitým bodem karavanních cest mezi Etiopií, Rudým mořem a vnitrozemskou Afrikou.
Emirát si udržoval samostatnost až do roku 1887, kdy byl po bitvě u Chelenqo dobyt etiopským císařem Menelikem II. Harar byl poté připojen k Etiopskému císařství, čímž skončila jeho politická nezávislost. Přesto zůstal centrem islámské kultury a vzdělanosti v regionu.

### Sultanát Dankali
Sultanát Dankali byl muslimský stát obývaný Afary, který existoval od středověku až do 19. století na území dnešní severovýchodní Etiopie a Eritreje, zejména v oblasti Danakilské prolákliny. Byl jedním z několika afarských států v regionu a jeho obyvatelé se věnovali hlavně obchodu, rybolovu a těžbě soli. Sultanát byl strategicky umístěn u Rudého moře, což mu umožňovalo obchodní kontakty s Arábií a islámským světem. Z historických pramenů, například od portugalských cestovatelů 16. století, víme, že sultanát uznával suverenitu Etiopského císařství, ale zachovávali si značnou autonomii. Vliv sultanátu později oslaboval v důsledku soupeření s okolními mocnostmi, zejména Osmanskou říší, a jeho význam postupně upadal s rostoucí evropskou kolonizací v 19. století. 

### Sultanát
V roce 1734 se afarský vůdce Data Kadafo, hlava klanu Mudaito, chopil moci a založil dynastii Mudaito poté, co svrhl Adalský sultanát vedený královstvím Harlou, který oblast okupoval od 13. století. To znamenalo počátek nového a sofistikovanějšího státního zřízení, které přetrvalo až do koloniálního období. Hlavním symbolem sultána byl stříbrný obušek, který byl považován za nástroj s magickými vlastnostmi. Vliv sultanátu se rozšířil i do Danakilské nížiny na území dnešní Eritreje.
Po patnácti letech vlády nastoupil na sultánský trůn Kadafův syn Muhammad Kedafu. Muhammad Kadafo o tři desetiletí později odkázal trůn svému synovi Ajdahisovi, který vládl dalších dvaadvacet let. Podle Richarda Pankhursta tato na moderní poměry relativně dlouhá období vlády ukazovala na určitou politickou stabilitu ve státě.
Po prosperitě Aussy toužili Afarové ze sousedních zemí, zejména Debne-Wemové, nejsilnější z jižních Adoimarů. V posledním desetiletí 18. století si přáli zmocnit se hlavního města, proto získali na svou stranu řadu jemenských matchlockmenů z Adenu. Podle Krapfa a Isenberga neměli méně než několik set mužů a těšili se naprostému monopolu na palebnou sílu.
William Cornwallis Harris uvedl, že obranu města organizoval vládce Júsuf ibn Idžáhis, statečný a bojovný sultán, jehož zbrojnice se pyšnila několika děly a sirkárnami. Tvrdil, že obránci zastihli budoucí útočníky nepřipravené, zatímco spali, a všem "až na jednoho" podřízli hrdla. Debne-Wemové se podle tohoto vyprávění nenechali tímto obratem zastrašit a vrátili se s čerstvými spojenci z pobřeží, že se shromáždili a dosáhli vražedné porážky Mudaitů. Jusuf byl zabit, načež bylo město vypleněno a posádka vydána napospas meči.

## Seznam Sultánů
- Data Kandhafo 1734-1749
- Kadhafo Mahammad ibn Kadhafo 1749-1779
- Aydahis ibn Kadhafo Mahammad 1779-1801
- Aydahis ibn Mahammad ibn Aydahis 1801-1832
- Hanfadhe ibn Aydahis 1832-1862
- Mahammad „Illalta“ ibn Hanfadhe 1862-1902
- Mahammad ibn Aydahis ibn Hanfadhe 1902-1910
- Yayyo ibn Mahammad ibn Hanfadhe 1902-1927
- Mahammad Yayyo 1927-1944
- Alimirah Hanfare 1944-1975, 1991-2011
- Hanfare Alimirah 2011-2020
- Ahmed Alimirah 2020-